# Chiesa di San Martino Vescovo (Sergnano)
La chiesa di San Martino Vescovo è la parrocchiale di Sergnano, in provincia di Cremona e diocesi di Crema; fa parte della zona pastorale nord.  

## Storia
La prima citazione di una chiesa a Sergnano, chiamata Basilica Sancti Martini extra vicum, è da ricercare in un documento datato 947 relativo ad una permuta di poderi tra il vescovo di Cremona Dogiberto e i fratelli sergnanesi Anselmo e Adelgiso; la chiesa venne nuovamente menzionata in un atto del 993.
Nel XV secolo essa risultava filiale della pieve di Fornovo San Giovanni, mentre nel 1520 era attestata come parrocchiale.
Nel 1580 la chiesa, già dipendente dal vescovo di Cremona, entrò a far parte della neo-costituita diocesi di Crema e venne dunque aggregata al vicariato di Castel Gabbiano.
Tre anni dopo, nel 1583, Gerolamo Regazzoni giunse alla chiesa durante la sua visita apostolica e la descrisse come in pessime condizioni - la definì satis indecoram atque indecentem - ordinando di sottoporla ad un intervento di rifacimento; l'edificio venne ricostruito nel XVII secolo.
Dalla relazione della visita pastorale del 1758 del vescovo di Crema Marcantonio Lombardi si apprende che la parrocchiale era dotata di tre altari, di cui i laterali erano dedicati al Santissimo Sacramento e alla Beata Vergine del Rosario.
Nel 1817 la chiesa divenne sede di un nuovo vicariato, che andò a comprendere anche le parrocchie di Santa Maria della Croce, Gabbiano, Vidolasco, Pianengo, Bottaiano, Camisano, Casale e Ricengo; nel 1925 iniziarono i lavori d'ampliamento della struttura, che, portati a termine nel 1927, comportarono la realizzazione delle navate laterali.
Nel 1968 fu posato il nuovo pavimento, nel 1969 venne rifatta la facciata e nel 1970, con la soppressione del vicariato sergnanese in seguito alla riorganizzazione territoriale della diocesi, tutte le parrocchie ivi comprese confluirono della zona pastorale nord.

## Descrizione

### Facciata
La facciata della chiesa è a salienti ed è suddivisa da una cornice marcapiano in due registri, l'inferiore dei quali, più largo, è caratterizzato dai tre portali d'ingresso sovrastati da altrettanti altorilievi, mentre quello superiore, limitato alla parte centrale e nel quale si apre una finestra, è tripartito da quattro lesene e coronato dal timpano di forma triangolare.

### Interno
Opere di pregio conservate all'interno, che si compone di tre navate, sono la pala dell'altare maggiore con soggetto San Martino, dipinta nel 1837 da Domenico Induno, i due ovali in cui vi sono delle raffigurazioni della Madonna del Rosario e della Sepoltura di Cristo, le tele ritraenti la Madonna assieme a dei Santi, l'Ultima cena, il Battesimo di Cristo e Cristo prende commiato dalla Madonna, i due affreschi traslativi su tela raffiguranti San Paolo e Santa Maria Maddalena, realizzati nel XVI secolo da Aurelio Busso, il polittico della Passione, costituito da diversi dipinti di Giovanni Battista Botticchio, di Giovanni Brunelli, di Tomaso Pombioli e del già citato Busso, e le pale dell'Educazione della Vergine e dell'Angelo Custode, forse eseguite da Francesco Capella.